# Hrpelje

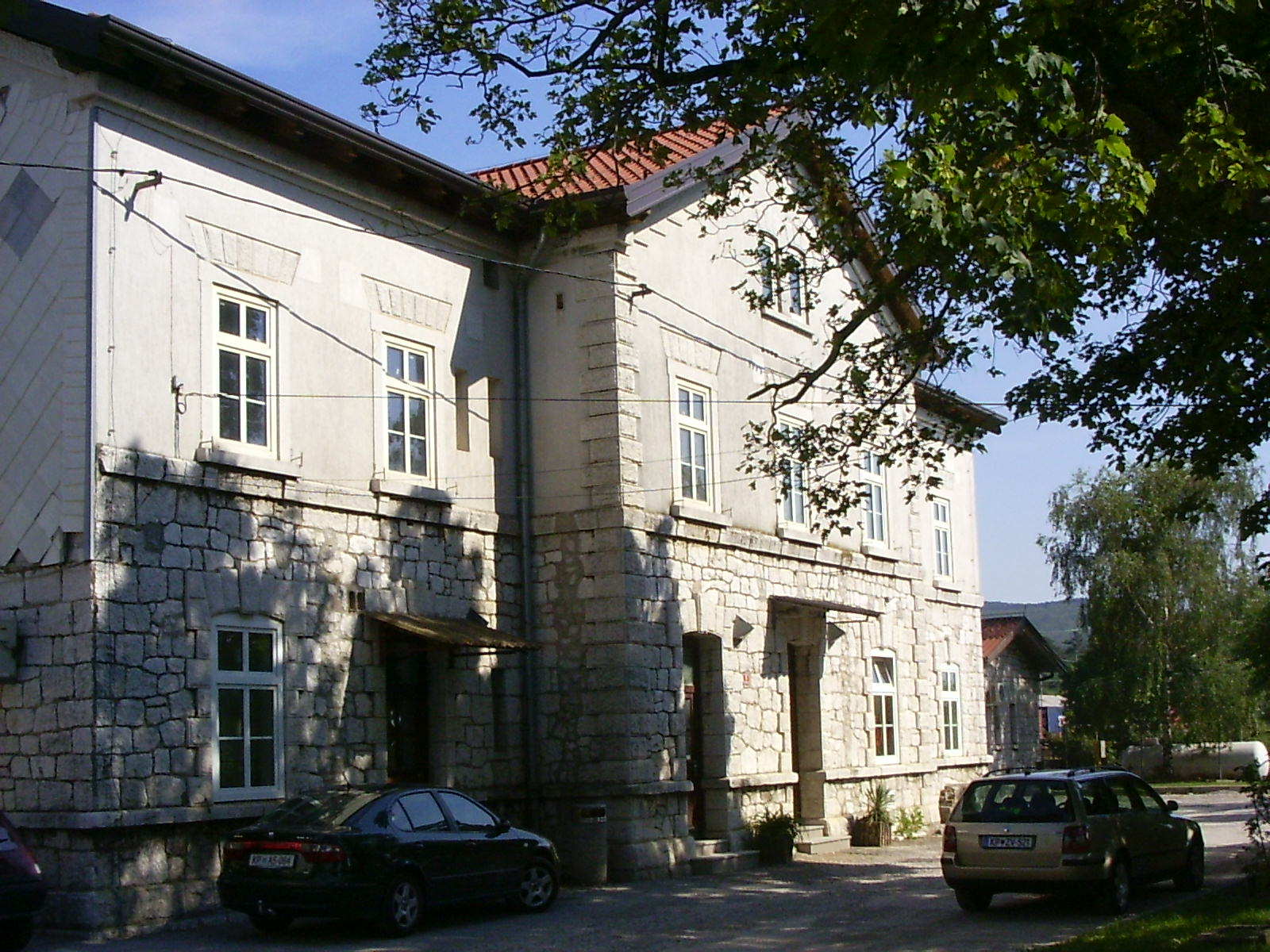
Historisches Bahnhofsgebäude in Hrpelje

Hrpelje (italienisch Erpelle, auch: Herpelje) ist der Name einer Ortschaft im Westen Slowenien unmittelbar östlich der italienischen Hafenstadt Triest. Sie liegt in der historischen Landschaft Primorska und gehört zur Region Obalno-kraška.
Hrpelje ist Verwaltungssitz der Gemeinde Hrpelje-Kozina.

## Lage
Das Gemeindegebiet gehört mit zum Brkini-Hügelland. Im Ort befindet sich das historische Bahnhofsgebäude an der Bahnstrecke Divača–Pula.